# Zelenkasti zelenivec
Zelenkasti zelenivec (znanstveno ime Chlorociboria aeruginascens) je gliva iz rodu zelenivcev (Chlorociboria).

## Značilnosti
Trosnjaki so čašaste oblike in imajo večinoma manj kot 0,5 cm v premeru. Ko se posušijo, se zvijejo navznoter. Zunanja plast ima žametno površino, sestavljeno iz gladkih hif podobnim laskom. Bet je običajno dolg manj kot 3 mm in je pogosto ekscentrično pritrjen.

## Razširjenost in življenjski prostor
Raste kot gniloživka na odmrlem lesu listavcev brez lubja, predvsem hrasta. Napaden les se obarva v značilno modro zeleno barvo.

## Mikroskopske značilnosti
Trosni prah je bel. Trosi so podolgovate, črvaste oblike, gladki in s kapljicami olja na koncih. Merijo 5–8 × 0,7–2,8 µm. Značilne so številne nitaste in prepletene parafize, ki merijo 55–95 × 1,5–2 μm.

## Podobne vrste
- zeleni zelenivec (Chlorociboria aeruginosa)  ima večje trose

## Uporabnost
Neužitna.
Značilno modro zeleno obarvan les, ki je okužen z zelenivcem, se uporablja v dekorativni obdelavi lesa. Uporaba tega lesa, znanega kot »zeleni hrast«, sega v Italijo v 15. stoletje, kjer so ga uporabljali v intarzijskih ploščah.

## Galerija slik
- Bet in spodnja stran
- Skupina zelenivcev na deblu
- Zeleno obarvan les
- Trosi
- Laski na zunanji površini